# Heist (Knokke-Heist)
Heist (vls. Eist) – dzielnica (deelgemeente) uzdrowiskowa gminy Knokke-Heist w Belgii, w Regionie Flamandzkim, w prowincji Flandria Zachodnia, w okręgu Brugia. 1 stycznia 2020 roku liczyła 13 049 mieszkańców. Do 31 grudnia 1970 samodzielna gmina.

## Demografia
Liczba mieszkańców, stan na 1 stycznia:
| Rok                | 1930 | 1947 | 1961 | 2020   |
| ------------------ | ---- | ---- | ---- | ------ |
| Liczba mieszkańców | 6001 | 7423 | 8677 | 13 049 |